# Tracé
En eller et tracé (eller trace) er den rumlige rute, en vej, jernbane eller elledning følger igennem terrænet. En tracé definerer vejens, sporets eller ledningens beliggenhed i vandret og lodret retning, linjeføringen og længdeprofilen.

## Note
1. ↑  trace - Den Danske Ordbog

| Trafik | Spire Denne trafikartikel er en spire som bør udbygges. Du er velkommen til at hjælpe Wikipedia ved at udvide den. |